# 68e division d'infanterie (France)
Pour les articles homonymes, voir 68e division.
La 68e division d'infanterie est une division d'infanterie de l'Armée de terre française qui a participé à la Première Guerre mondiale et à la Seconde Guerre mondiale.

## Les chefs de corps
- 2 août 1914 : général Brun d'Aubignosc
- 30 septembre 1914 - 13 mars 1915 : général Mordrelle
- 13 mars - 25 avril 1915 : général Kaufmant
- 25 avril 1915 - 2 mars 1917 : général Prax
- 2 mars 1917 - avril 1919 : général Menvielle
- 14 janvier - 4 juin 1940 : général Beaufrère[1]

## La Première Guerre mondiale

### Composition

#### Composition à la mobilisation
- 135e brigade

206e régiment d'infanterie
234e régiment d'infanterie
323e régiment d'infanterie
- 136e brigade

212e régiment d'infanterie
257e régiment d'infanterie
344e régiment d'infanterie
- Éléments organiques divisionnaires
- artillerie :

1 groupe de 75 (14e régiment d'artillerie) (quitte la division en janvier 1915)
1 groupe de 75 (24e régiment d'artillerie)
1 groupe de 75 (58e régiment d'artillerie)
- cavalerie : 2 escadrons du 15e régiment de dragons (jusqu'en janvier 1916)

#### Composition en 1916
En juillet modification du nombre de régiments par brigade.
- 135e brigade

206e régiment d'infanterie
234e régiment d'infanterie
- 136e brigade

212e régiment d'infanterie
344e régiment d'infanterie
- cavalerie

2 escadrons du 10e régiment de hussards
- artillerie

1 groupe de 75 du 24e régiment d'artillerie
1 groupe de 75 du 58e régiment d'artillerie
1 groupe de 75 du 62e régiment d'artillerie (à partir de janvier 1916)
106e demi-batterie de 58 du 58e régiment d'artillerie (en janvier, puis batterie complète en juillet 1916)

#### Composition en juillet 1917
- Infanterie

206e régiment d'infanterie
234e régiment d'infanterie
344e régiment d'infanterie
réserve : 1 bataillon du 73e régiment d'infanterie territoriale
- cavalerie

2 escadrons du 18e régiment de dragons (de janvier à juillet, puis un seul escadron)
2 escadrons du 12e régiment de hussards (à partir de janvier 1918)
- artillerie

3 groupes de 75 du 224e régiment d'artillerie de campagne
101e batterie de 58 du 224e régiment d'artillerie de campagne (à partir de janvier 1918)
7e groupe de 155c du 130e régiment d'artillerie lourde (novembre 1918)

### Historique

#### 1914 - 1915
- mobilisée dans la 18e région.
- 9 - 19 août : transport par VF vers Vandœuvre ; concentration. À partir du 15 août, occupation d'une position vers Dombasle et Cercueuil.
- 19 août - 5 septembre : mouvement offensif vers le nord, par Brin, jusque dans la région de Delme. Engagée le 20 août dans la bataille de Morhange. Combats vers Viviers, Faxe et Delme. Le 21 août, repli vers Art-sur-Meurthe, puis à partir du 23 août occupation d'une position vers Amance.
- 5 - 13 septembre : engagée dans la bataille du Grand Couronné. Combats vers Champenoux, Erbéviller et en forêt de Champenoux.
- 13 septembre 1914 - 14 février 1916 : reprise de l'offensive et progression jusque vers Sornéville et Lanfroicourt ; puis occupation d'un secteur vers Bezange-la-Grande et Armaucourt.

5 novembre : attaque allemande sur Lanfroicourt.
9 avril 1915 : attaque française sur Bezange-la-Grande.

#### 1916
- 14 - 27 février : retrait du front ; mouvement vers Malzéville. À partir du 26 février, transport par VF dans la région de Ligny-en-Barrois.
- 27 février - 8 juin : transport par camions à Verdun. Engagée à partir du 28 février dans la bataille de Verdun, entre Eix et le sud de Châtillon-sous-les-Côtes.

10 mai : extension du front à gauche jusqu'au sud de Damloup.
- 8 - 22 juin : retrait du front et transport par camions dans la région de Ligny-en-Barrois ; repos.
- 22 juin - 18 août : transport par camions à Verdun. Engagée à nouveau dans la bataille de Verdun, vers le bois carré et la lisière est du bois d'Avocourt.

1er juillet : extension du front à gauche jusqu'à Avocourt.
- 12 août : attaque allemande.
- 18 - 25 août : retrait du front et repos vers Triaucourt.
- 25 août - 13 septembre : transport par camions à Verdun et occupation d'un secteur vers l'ouvrage de Thiaumont et le bois de Vaux-Chapitre.

3 septembre : attaque allemande.
6, 9 et 12 septembre : attaques françaises.
- 13 - 24 septembre : retrait du front, transport par camions et par VF dans la région de Revigny (des éléments de la division restent en secteur jusqu'au 20 septembre).
- 24 - 29 septembre : transport par VF dans la région de Nancy ; repos.
- 29 septembre 1916 - 22 mai 1917 : occupation d'un secteur entre Armaucourt et le Sânon, réduit à gauche le 22 novembre jusque vers Lanfroicourt, puis le 17 décembre jusque vers Brin.

#### 1917
- 22 mai - 21 juin : retrait du front et mouvement vers Toul ; instruction au camp de Bois l'Évèque.
- 21 juin - 6 juillet : transport par camions vers Custines ; travaux. À partir du 24 juin, transport par VF dans la région de Ribécourt ; mouvement vers Vézaponin, puis vers Braine et Vailly.
- 6 juillet - 2 août : occupation d'un secteur vers Courtecon et la ferme de la Bovelle.

14, 21 et 31 juillet : attaques allemandes.
- 2 - 10 août : retrait du front et repos vers Le Charmel et Beuvardes.
- 10 - 28 août : transport par VF dans la région de Fère-en-Tardenois, dans celle de Massy, de Palaiseau et de Bourg-la-Reine ; repos et instruction.
- 28 août - 19 septembre : transport par VF dans la région de Condé-en-Brie ; à partir du 17 septembre mouvement vers le front.
- 19 septembre - 19 octobre : occupation d'un secteur entre la ferme Malval et Courtecon.
- 19 octobre - 17 novembre : retrait du front et repos au sud de Fismes. Tenue prête à intervenir dans la bataille de la Malmaison ; non engagée.
- 17 - 27 novembre : mouvement vers Château-Thierry et transport par camions vers Noyon. Tenue prête dans cette région à exploiter l'offensive britannique sur Cambrai.
- 27 novembre - 8 décembre : transport par VF de Noyon à Revigny ; puis le 6 décembre mouvement sur Verdun.
- 8 décembre 1917 - 29 janvier 1918 : occupation d'un secteur vers Beaumont et le bois le Chaume.

#### 1918
- 29 janvier - 1er mars : retrait du front ; repos et instruction vers Vavincourt, puis vers Nettancourt. À partir du 13 février, travaux sur la rive gauche de la Meuse.
- 1er mars - 17 juillet : occupation d'un secteur entre Haucourt et l'ouest de Forges, étendu à gauche le 3 avril, jusqu'au bois d'Avocourt.
- 17 juillet - 23 août : retrait du front et mouvement vers Villers-en-Argonne ; repos. À partir du 24 juillet, transport par VF dans la région de Villers-Cotterêts. Engagée sur l'Ourcq (dès son arrivée le 30 juillet) dans la bataille du Tardenois (seconde bataille de la Marne).

1er août : prise de Cramaille et de Servenay.
4 août : progression jusqu'à la Vesle. Puis organisation des positions conquises vers Braine et l'est de Limé. Le 13 août, front étendu à droite jusqu'à l'ouest de Bazoches.
- 23 août - 14 septembre : retrait du front ; repos vers Crouy-sur-Ourcq. À partir du 7 septembre, mouvement vers la région de Châlons-sur-Marne.
- 14 - 26 septembre : occupation d'un secteur sur la Suippe, vers la ferme des Wacques et l'auberge de l'Espérance.
- 26 septembre - 14 octobre : engagée dans la bataille de Somme-Py (bataille de Champagne et d'Argonne) et son exploitation.

poursuite des troupes allemandes au-delà de la Py et de l'Arne.
12 octobre : progression jusqu'à la Retourne.
- 14 - 24 octobre : retrait du front ; repos vers Ay. À partir du 20 octobre, transport par VF d'Épernay, dans la région de Massevaux.
- 24 octobre - 11 novembre : occupation d'un secteur entre Leimbach et Burnhaupt-le-Haut.

#### 1919

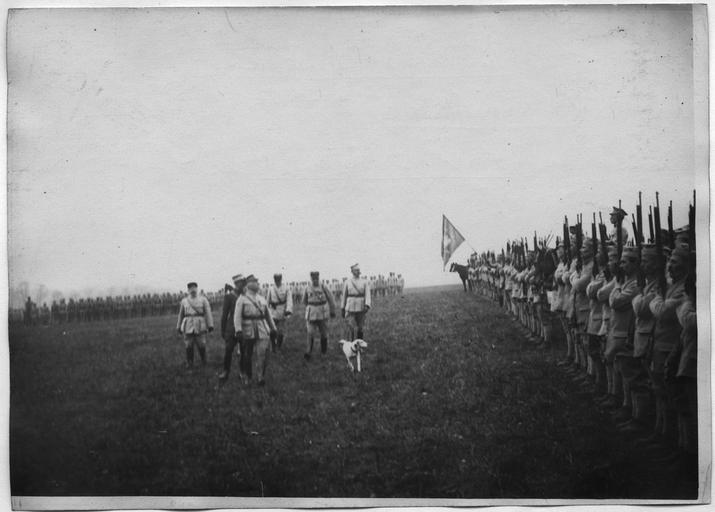
Le général Menvielle passe en revue la division d'instruction polonaise (ex-) à Vaulx le 24 avril 1919.

Le 1er avril 1919, la division est dissoute et devient la division d'instruction polonaise (pl) de l'armée polonaise en France.

### Rattachement
- mobilisation - mars 1915 : 2e groupement de réserve
- mars 1915 - novembre 1918 : isolée

## La Seconde Guerre mondiale

### Formation
La division n'est pas recréée à la mobilisation de septembre 1939 mais en janvier 1940 à partir du groupement littoral Nord, chargé de défendre les côtes de la région de Dunkerque. La nouvelle division conserve cette mission jusqu'au déclenchement de la bataille de France.

### Le plan Dyle et l'opération Dynamo
Le 10 mai 1940, la 68e division de série B traverse la Belgique afin de contrer l'avancée allemande dans le nord-ouest de la Hollande conformément au plan Dyle du général Gamelin. Elle avance par Nieuport, Ostende, Zeebruges jusqu'à Walcheren.
Elle coopère avec l'armée belge en compagnie d'une autre division française (la 60e DI) avant de rejoindre Dunkerque pour défendre les évacuations de l'opération Dynamo,. La division combat héroïquement pendant plusieurs jours et permet aux Alliés de gagner un temps précieux pour évacuer leurs soldats par le port et les plages. Elle fait partie de l'arrière-garde française qui fait barrage jusqu’à la nuit du 3 juin. Le 4 juin au matin, les Allemands entrent dans la ville en ruines et font prisonniers ses défenseurs dont beaucoup appartiennent à la 68e division.

### Composition
- 224e régiment d'infanterie (ex demi-brigade)
  - 13e compagnie de pionniers
- 225e régiment d'infanterie (ex demi-brigade)
- 341e régiment d'infanterie
- 89e régiment d'artillerie divisionnaire (artillerie hippomobile)
  - 10e batterie divisionnaire antichar (à partir de début mars 1940)
- 289e régiment d'artillerie lourde divisionnaire (artillerie portée)
- 59e groupe de reconnaissance de division d'infanterie